# Военно-воздушные силы Черногории
Военно-воздушные силы Черногории (черног. Ratne Vazduhoplovstvo Crne Gore) — один из видов вооружённых сил Черногории. Были образованы в 2006 году на базе 172 авиационной бригады ВВС Югославии, размещавшейся на авиабазе Голубовцы, Подгорица. После провозглашения независимости и выхода из федерации с Сербией, к Черногории перешло большое количество авиационного имущества, участь которого пока не ясна. ВВС Черногории в настоящее время используют только вертолёты. Оставшиеся у Черногории четыре боевых самолета G-4 «Супер Галеб» и три учебно-тренировочных самолета «Утва-75» выставлены на продажу. Задачей воздушных сил является поддержка действий наземных и морских сил, а также — поисково-спасательная деятельность.
В настоящее время Военно-воздушные силы Черногории находятся в стадии реформирования.
Часть аэродрома авиабазы Голубовцы используется как международный аэропорт Подгорица.

## Структура
Авиабаза Голубовцы, Подгорица
- Штаб авиации

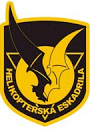
Смешанная вертолетная эскадрилья
  - 1-й вертолётный авиаотряд (поддержки)
  - 2-й вертолётный авиаотряд (транспортный)
  - 3-й вертолётный авиаотряд (общего назначения)
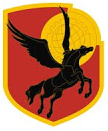
Авиационно-техническая рота
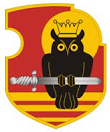
Взвод охраны авиабазы
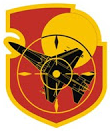
Рота ПВО

- Смешанная вертолетная эскадрилья
- Авиационно-техническая рота
- Взвод охраны авиабазы
- Рота ПВО

## Техника и вооружение
| Изображение | Тип                          | Производство | Назначение            | Количество | Примечания |          |
| Самолёты    | Самолёты                     | Самолёты     | Самолёты              | Самолёты   | Самолёты | Самолёты |
| ----------- | ---------------------------- | ------------ | --------------------- | ---------- | --- | -------- |
|             | СОКО Г-4 Супер Галеб         | СФРЮ         | Учебно-боевой самолёт | 0 (4)      | При распаде Сербии и Черногории Черногория получила 17 таких самолетов. 6 были переданы в 2010 году Сербии. Семь самолетов были проданы Хорватии. На 2024 год 4 оставшихся самолёта находятся в нелетном состоянии. |          |
|             | UTVA 75                      | СФРЮ         | Учебно-боевой самолёт | 0 (4)      | На 2024 год 4 оставшихся самолёта находятся в нелетном состоянии. |          |
| Вертолёты   |                              |              |                       |            | |          |
|             | Bell 412EP Twin Huey         | США          | Многоцелевой вертолёт | 1          | |          |
|             | Bell 412EPI Twin Huey        | США          | Многоцелевой вертолёт | 2          | |          |
|             | SA341 Gazelle SA342L Gazelle | Франция      | Многоцелевой вертолёт | 13         | |          |
|             | Bell 505 Jet Ranger X        | США / Канада | Легкий вертолет       | 2          | |          |

## Звания и знаки различия

### Генералы и офицеры
| Категории               | Генералы         | Генералы            | Генералы          | Генералы         | Старшие офицеры | Старшие офицеры | Старшие офицеры | Младшие офицеры | Младшие офицеры | Младшие офицеры   |
| ----------------------- | ---------------- | ------------------- | ----------------- | ---------------- | --------------- | --------------- | --------------- | --------------- | --------------- | ----------------- |
| Погон                   |                  |                     |                   |                  |                 |                 |                 |                 |                 |                   |
| Черногорское звание     | General-pukovnik | General-potpukovnik | General-major     | Brigadni general | Pukovnik        | Potpukovnik     | Major           | Kapetan         | Poručnik        | Potporučnik       |
| Российское соответствие | Генерал армии    | Генерал-полковник   | Генерал-лейтенант | Генерал-майор    | Полковник       | Подполковник    | Майор           | Капитан         | Лейтенант       | Младший лейтенант |

### Сержанты и рядовые
| Категории               | Подофицеры        | Подофицеры | Подофицеры             | Подофицеры      | Подофицеры     | Подофицеры      | Солдаты       | Солдаты  | Солдаты   |
| ----------------------- | ----------------- | ---------- | ---------------------- | --------------- | -------------- | --------------- | ------------- | -------- | --------- |
| Погон                   |                   |            |                        |                 |                |                 |               |          |           |
| Черногорское звание     | Zastavnik I klase | Zastavnik  | Stariji vodnik I klase | Stariji vodnik  | Vodnik I klase | Vodnik          | Mladji vodnik | Desetar  | Razvodnik |
| Российское соответствие | Старший прапорщик | Прапорщик  | Старшина               | Старший сержант | Сержант        | Младший сержант | нет           | Ефрейтор | Рядовой   |